# Герб Миргорода
Герб Ми́ргорода — офіційний геральдичний символ міста Миргорода Полтавської області, затверджений 6 вересня 2001 року. 

## Опис
Герб являє собою щит, у синьому полі якого золотий рівносторонній лапчатий хрест. Під хрестом срібна восьмипроменева зірка. 
Щит обрамлений декоративним картушем та увінчаний срібною міською короною. 
Параметри герба: 
- висота щита до ширини 1,2:1, висота (розмір) хреста становить 1/2 ширини щита;
- зірка створюється шляхом накладення двох квадратів із розміром сторони квадрата 1/5 ширини щита;
- центр хреста розміщується на відстані 1/3 висоти щита від верхньої точки щита;
- центр зірки знаходиться на відстані 1/5 ширини щита від нижньої точки щита;
- висота корони становить 1/4 висоти щита.

## Помилки

Проект герба 1864 р.

На офіційному малюнку герба центр зірки зображено на відстані 7/30 висоти щита від нижньої точки щита, що не відповідає опису.